# Baxteria australis
Baxteria australis là một loài thực vật có hoa trong họ Dasypogonaceae. Loài này được R.Br. ex Hook. miêu tả khoa học đầu tiên năm 1843.